# Snytkino (obwód kurski)
Snytkino (ros. Сныткино) – wieś (ros. село, trb. sieło) w zachodniej Rosji, w sielsowiecie skoworodniewskim rejonu chomutowskiego w obwodzie kurskim.

## Geografia
Miejscowość położona jest nad rzeką Swapa, 4,5 km od centrum administracyjnego sielsowietu skoworodniewskiego (Skoworodniewo), 27,5 km od centrum administracyjnego rejonu (Chomutowka), 87 km od Kurska.
W granicach miejscowości znajduje się 48 domostw.

## Demografia
W 2015 r. miejscowość zamieszkiwały 34 osoby.

## Atrakcje
- Cerkiew Kazańskiej Ikony Matki Bożej (1806)[2]